# Psy 6甲 (Six Rules), Part 1
Psy 6甲 (Six Rules), Part 1 (싸이6甲 Part 1?) è il primo EP del rapper sudcoreano Psy, pubblicato il 15 luglio 2012 dalla YG Entertainment.

## Tracce
1. Blue Forg (feat. G-Dragon) – 3:27 (Psy, G-Dragon, Yoo Gun-hyung)
2. Passionate Goodbye (feat. Sung Si-kyung) – 3:28 (Psy, You Hee-yeol, Kim Tae-hoon)
3. Gangnam Style – 3:44 (Psy, Yoo Gun-hyung)
4. Year of 77 (feat. Leessang e Kim Jin-pyo) – 4:39 (Psy, Kim Jin-pyo, Gary, Yoo Gun-hyung)
5. What Would Have Been? (feat. Lena Park) – 4:03 (Psy, Yoo Gun-hyung)
6. Never Say Goodbye (feat. Yoon Do-hyun) – 3:21 (Psy Yoo Gun-hyung)

## Classifiche
| Classifica (2012) | Posizione massima |
| ----------------- | ----------------- |
| Corea del Sud     | 2                 |